# Balla Erzsébet (író, 1902)
Balla Erzsébet, egyes írásai alatt Balla Böske (Arad, 1902. március 17. — ?) magyar költő, író. Fáskerti Tibor felesége, Fáskerthy György anyja.

## Írói munkássága
1922-ben Bűn című írásával Tamási Áronnal osztozott a Keleti Újság novellapályázatának I. díján. Prózai írásaiban a kisvárosi értelmiség dekadens életformáját rajzolta naturalista színekkel. 1945-ben Öt szelíd láng címmel antológiát szerkesztett aradi munkásírók írásaiból a felszabadító hadsereg tiszteletére. Bukarestben telepedett le.

## Kötetek
- Színek-hangulatok (versek, Arad, 1919)
- Vihar a pusztában (kisregény, Arad, 1923)
- Úri kamaszok (társadalmi képek, Arad, 1926)